# Эврар, Жозе
Жозе Эврар (фр. José Évrard; 17 июля 1945 — 7 января 2022) — французский политик, депутат Национального собрания Франции, бывший член Национального фронта.

## Биография
Родился 17 июля 1945 года в поселке Коши-а-ла-Тур (департамент Па-де-Кале) в семье шахтера. В 60-е и 70-е годы XX века в угледобывающем районе региона Нор-Па-де-Кале доминировали коммунисты, поэтому для Жозе Эврара было естественным решением начать заниматься политикой в рядах Коммунистической партии, где он прошел путь до лидера партийной организации в департаменте Па-де-Кале.
Однако с 80-х годов в традиционно левом районе начинают усиливаться позиции Национального фронта. Жозе Эврар был среди тех коммунистов, которые постепенно разочаровывались в политической линии своей партии, и в 90-е годы он вступил в Национальный фронт.
В марте 2015 года в паре с Гилен Жакар Жозе Эврар выиграл выборы в Совет департамента Па-де-Кале от кантона Арн. На выборах в Национальное собрание 2017 г. был выдвинут кандидатом Национального фронта по 3-му избирательному округу департамента Па-де-Кале и победил во 2-м туре представителя поддерживающей президента Эмманюэля Макрона партии Демократическое движение, получив 52,94 % голосов. В этот же день он сдал мандат советника Совета департамента.
В ноябре 2017 года из-за несогласия с политикой руководства партии по европейским делам Жозе Эврар вышел из Национального фронта и примкнул к партии «Патриоты» Флориана Филиппо. В конце 2020 года он вступил в партию «Вставай, Франция» Николя Дюпон-Эньяна и был избран ее вице-президентом. 
Жозе Эврар умер 7 января 2022 года в больнице города Аррас от последствий Covid-19.

## Занимаемые выборные должности
03.2008 — 03.2020 — член муниципального совета города Бийи-Монтиньи 

23.03.2015 — 18.06.2017 — член Совета департамента Па-де-Кале от кантона Арн 

21.06.2017 — 07.01.2022 — депутат Национального собрания Франции от 3-го избирательного округа департамента Па-де-Кале.